# Alfreðsdóttir
Alfreðsdóttir ist ein weiblicher isländischer Name.

## Herkunft und Bedeutung
Der Name ist ein Patronym und bedeutet Alfreðs Tochter. Die männliche Entsprechung ist Alfreðsson (Alfreðs Sohn).

## Namensträgerinnen
- Lilja Dögg Alfreðsdóttir (* 1973), isländische Politikerin
- Þórunn Alfreðsdóttir (* 1960), isländische Schwimmerin